# Histoire d'un futur
L'Histoire d'un futur est un cycle de Roland C. Wagner réunissant un certain nombre de séries et de romans de cet auteur. Commencé en 1985 avec Le Serpent d'angoisse, son dernier titre publié est Mine de rien en 2006.
Il s'agit d'un cycle organisé autour d'une hypothèse science-fictive — la psychosphère — et structuré sous la forme semi-utopique d'un monde où la guerre a disparu et la violence considérablement diminué.
Bibliographie :
- Série de L’Histoire du futur proche (3 romans + 3 nouvelles)
- Série des Futurs Mystères de Paris (9 romans + 8 nouvelles)
- Cette crédille qui nous ronge (roman)
- Marche ou crève (nouvelle)
- Le Chant du cosmos (roman)